# Misshitsu no Sacrifice
Misshitsu no Sacrifice (密室のサクリファイス Misshitsu no Sakurifaisu?) es una novela visual para el PlayStation Portable, publicado por D3 Publisher el 4 de febrero de 2010. El juego se describe como una "aventura trampa"  ( トラップ アドベンチャー   Torappu Adobenchā?).

## Argumento
La historia de Misshitsu sin Sacrificio se desarrolla en una instalación subterránea llamada "Fundación" (ファウンデーション Faundēshon?). No se sabe con claridad por qué la instalación fue construida y no hay nadie más sobre la tierra que sabe de su existencia, la historia comienza cuando cinco niñas se ven atrapadas en ella, y trataran de enfrentar el destino, la amistad, la traición y el sacrificio, antes de que esta fundación se venga abajo.

## Personajes principales

### Miki
Miki (ミキ?  Seiyuu: Kei Shindō)
Edad: 15 años
Altura: 157cm
Una chica japonesa, buena en los deportes, era una atleta prometedora para competir en salto de altura, pero una lesión durante una práctica de salto arruinó su carrera, está involucrada en un grave accidente con sus padres, se le puede considerar una yangire, ya que a veces piensa en cosas como matar gente.

### Asuna
Asuna (アスナ?  Seiyuu: Eri Kitamura)
Edad: 16 años
Altura: 164cm
Una chica rusa, aparece cubierta de sangre después de encontrar a Miki, debido a su aspecto encantador y su "espíritu de niña", es la que siempre se le ve rodeada de un círculo de personas, se siente culpable del suicidio de su amiga "Honoka".

### Olga
Oruga (オルガ?  Seiyuu: Shizuka Itō)
Edad: 17 años
Altura: 171cm
Es la hija de un médico y una estudiante con honores. Tuvo una educación rigurosa por parte de su padre, a ella le gustaría ser como el, tiene grandes conocimientos de medicina y es muy inteligente, gracias a esto ella es la líder del grupo.

### Chloe
Chloe (クロエ Kuroe?, Seiyu: Yukana)
Edad: 16 años
Altura: 163cm
Una chica alemana y una poderosa hacker, con frecuencia se le ve con equipos de computo, con el fin de alcanzar los objetivos fijados por el poder de un disco duro, ella es muy tranquila, inteligente y es la segunda al mando del grupo, fue a la fundación con el fin de un paseo, en realidad ella es miembro de una "secta" del crimen organizado.

### Jitka
Jitka (イトカ Itoka?, Seiyu: Asuka Ogame)
Edad: 17 años
Altura: 160cm
Una chica eslava que es capaz de ver el pasado de las personas en sus sueños, se le ve siempre con una actitud de miedo, en el spin-off, ella es la protagonista de la historia.

## Personajes secundarios

### Mujer misteriosa
（謎の女） (Seiyu: Yūko Kaida?)
(オレンジ) su verdadero nombre, una terrorista, a pesar de esto se vuelve amiga de Miki, también está muy relacionada con Chloe, ya que ambas trabajaron en la misma "secta". 
Debido a que fracasa se creé que a muerto.

### Honoka
Honoka (ホノカ ?  Seiyu: Takamoto Megumi)
compañera de clase y amiga de Asuna, quien sabía que era una persona tímida. En la infancia fue ayudada por Asuna a quien le tiene un gran respeto. Sin embargo, se suicidó diciéndole sus últimas palabras a Asuna, convirtiéndolo en un recuerdo traumático para ella.

### Padre de olga
オルガの父 ( Seiyu: Takayasu Usui?)
Aparece en los capítulos de Olga, es un médico y padre de Olga.

## Jugabilidad
Misshitsu Sacrifice tiene dos modos de juego. El primer modo, es como otras novelas visuales, requiere poca interacción por parte del jugador la mayor cantidad de tiempo que el jugador se dedicará a la lectura del texto que aparece en la pantalla del juego. Estas líneas de texto representaran también los pensamientos íntimos de los personajes o la conversación que tienen los personajes entre sí. Luego de completar una etapa, el jugador presenciará las posibles etapas en las que pueda avanzar.
El segundo modo esta más vinculado con los juegos de aventura. El jugador tiene la necesidad de investigar las diferentes escenas para encontrar pistas y objetos. El jugador tratará de resolver los puzles en el juego usando la información y los elementos que ha adquirido.

## Misshitsu no Sacrifice Jitka: Aru Heisa Shisetsu kara no Dasshutsu
Un Spin-off del juego fue lanzado el 21 de octubre de 2010, basándose en Jitka, una de las 5 protagonistas del juego, esta versión es considerada más bien un juego Ecchi y es nombrada Misshitsu no Sacrifice Jitka: Aru Heisa Shisetsu kara no Dasshutsu (密室 の サクリファイス ~ イトカ: ある 閉鎖 施設 から の 脱 Misshitsu no Sakurifaisu Itoka: Aru Heisa Shisetsu kara no Dasshutsu?).

## Misshitsu no sacrificie miki: Haitenshon naito
Un segundo Spin-off del juego será lanzado a mediados de abril de 2011, esta vez la protagonista es Miki, la principal protagonista del juego, al igual que el anterior puede ser considerado Ecchi y es nombrada Misshitsu no sacrificie miki: Haitenshon naito  (密室のサクリファイス～ミキ：ハイテンションナイト Misshitsu no sakurifaisu miki: Haitenshon'naito?).